# Incasemidalis columbiensis
Incasemidalis columbiensis är en insektsart som beskrevs av Meinander 1972. Incasemidalis columbiensis ingår i släktet Incasemidalis och familjen vaxsländor. Inga underarter finns listade i Catalogue of Life.